# Iperinflazione (medicina)
L'iperinflazione è un aumento costante della capacità funzionale residua, la quantità di aria contenuta nei polmoni.
L'iperinflazione consegue all'ostruzione al flusso aereo espiratorio.
In condizioni di iperinflazione polmonare sono aumentati anche il lavoro inspiratorio, in quanto il volume residuo è maggiore, e le resistenze espiratorie.